# Palpomyia plebeiella
Palpomyia plebeiella är en tvåvingeart som beskrevs av Eileen D. Grogan och Wirth 1975. Palpomyia plebeiella ingår i släktet Palpomyia och familjen svidknott. Inga underarter finns listade i Catalogue of Life.